# 이만갈리 타스마감베토프

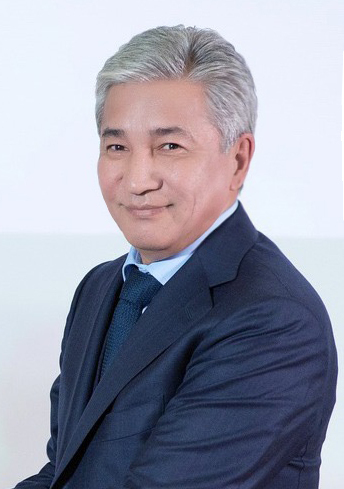
2018년의 타스마감베토프

이만갈리 누르갈리예비치 타스마감베토프(카자흐어: Иманғали Нұрғалиұлы Тасмағамбетов 이만갈리 누르갈리울르 타스마감베토프, 러시아어: Имангали́ Нургали́евич Тасмагамбе́тов, 1956년 12월 9일~)는 카자흐스탄의 정치인으로 현재 집단안보조약기구 의장을 맡고 있다. 
2017년부터 2019년까지 러시아 주재 카자흐스탄 대사를 지냈다. 2016년부터 2017년까지 카자흐스탄의 부총리, 2014년부터 2016년까지 카자흐스탄의 국방장관을 지냈다. 2008년부터 2014년까지는 아스타나의 아킴(지방 자치 단체의 수장), 2004년부터 2008년까지는 알마티의 아킴을 지냈다. 그 이전에는 2002년부터 2003년까지 카자흐스탄의 총리를 지냈다.
타스마감베토프는 2003년 5월, 긍정적인 결과가 나온 타스마감베토프 내각 불신임 결의가 위조된 사실을 알게 된 후 총리직을 사임한다고 밝혔다. 타스마감베토프의 사임으로 카자흐스탄 헌법에 따라 모든 내각 구성원이 해임되었다.